# Temporada 1994-95 de Los Angeles Lakers
La temporada 1994-95 fue la cuadragésimo séptima de los Lakers en la NBA, y la trigésimo quinta en su ubicación en Los Ángeles, California. La temporada regular acabaron con 48 victorias y 34 derrotas, ocupando el quinto puesto de la Conferencia Oeste, clasificándose para los playoffs, en los que cayeron en semifinales de conferencia ante San Antonio Spurs.

## Elecciones en elDraft
| Ronda | Puesto | Jugador     | Posición | Nacionalidad   | Universidad/Club |
| ----- | ------ | ----------- | -------- | -------------- | ---------------- |
| 1     | 10     | Eddie Jones | Escolta  | Estados Unidos | Temple           |

## Temporada regular
| División Pacífico        | División Pacífico | División Pacífico | División Pacífico | División Pacífico | División Pacífico | División Pacífico | División Pacífico | División Pacífico |
| Equipo                   | G                 | P                 | %                 | PD                | Casa              | Fuera             | Div               |                   |
| ------------------------ | ----------------- | ----------------- | ----------------- | ----------------- | ----------------- | ----------------- | ----------------- | ----------------- |
| y-Phoenix Suns           | 59                | 23                | .720              | —                 | 32–9              | 27–14             | 23–7              |                   |
| x-Seattle SuperSonics    | 57                | 25                | .695              | 2                 | 32–9              | 25–16             | 16–14             |                   |
| x-Los Angeles Lakers     | 48                | 34                | .585              | 11                | 29–12             | 19–22             | 15–15             |                   |
| x-Portland Trail Blazers | 44                | 38                | .537              | 15                | 26–15             | 18–23             | 17–13             |                   |
| Sacramento Kings         | 39                | 43                | .476              | 20                | 27–14             | 12–29             | 17–13             |                   |
| Golden State Warriors    | 26                | 56                | .317              | 33                | 15–26             | 11–30             | 11–19             |                   |
| Los Angeles Clippers     | 17                | 65                | .207              | 42                | 13–28             | 4–37              | 6–24              |                   |

## Playoffs

### Primera ronda
Seattle SuperSonics  vs. Los Angeles Lakers
| Fecha       | Partido                                         | Ciudad      |
| ----------- | ----------------------------------------------- | ----------- |
| 27 de abril | Seattle SuperSonics 96, Los Angeles Lakers 71   | Seattle     |
| 29 de abril | Seattle SuperSonics 82, Los Angeles Lakers 84   | Seattle     |
| 1 de mayo   | Los Angeles Lakers 105, Seattle SuperSonics 101 | Los Ángeles |
| 4 de mayo   | Los Angeles Lakers 114, Seattle SuperSonics 110 | Los Ángeles |
|             | Los Angeles Lakers gana las series 3-1          |             |

### Semifinales de Conferencia
San Antonio Spurs  vs. Los Angeles Lakers
| Fecha      | Partido                                      | Ciudad      |
| ---------- | -------------------------------------------- | ----------- |
| 6 de mayo  | San Antonio Spurs 110, Los Angeles Lakers 94 | San Antonio |
| 8 de mayo  | San Antonio Spurs 97, Los Angeles Lakers 90  | San Antonio |
| 12 de mayo | Los Angeles Lakers 92, San Antonio Spurs 85  | Los Ángeles |
| 14 de mayo | Los Angeles Lakers 71, San Antonio Spurs 80  | Los Ángeles |
| 16 de mayo | San Antonio Spurs 96, Los Angeles Lakers 98  | San Antonio |
| 18 de mayo | Los Angeles Lakers 88, San Antonio Spurs 100 | Los Ángeles |
|            | San Antonio Spurs gana las series 4-2        |             |

## Estadísticas

### Temporada regular
| Rk | Jugador         | Edad | P  | PT | MP   | TC  | TCI  | %TC  | T3  | T3I | %T3   | TL  | TLI | %TL   | RO  | RD  | RT   | AS  | RB  | TAP | BP  | FP  | PTS  |
| -- | --------------- | ---- | -- | -- | ---- | --- | ---- | ---- | --- | --- | ----- | --- | --- | ----- | --- | --- | ---- | --- | --- | --- | --- | --- | ---- |
| 1  | Nick Van Exel   | 23   | 80 | 80 | 36.8 | 5.8 | 13.8 | .420 | 2.3 | 6.4 | .358  | 2.9 | 3.8 | .783  | 0.3 | 2.5 | 2.8  | 8.3 | 1.2 | 0.1 | 2.8 | 2.0 | 16.9 |
| 2  | Vlade Divac     | 26   | 80 | 80 | 35.1 | 6.1 | 12.0 | .507 | 0.1 | 0.7 | .189  | 3.7 | 4.8 | .777  | 3.3 | 7.1 | 10.4 | 4.1 | 1.4 | 2.2 | 2.6 | 3.8 | 16.0 |
| 3  | Cedric Ceballos | 25   | 58 | 54 | 35.0 | 8.6 | 16.8 | .509 | 1.0 | 2.5 | .397  | 3.6 | 5.0 | .716  | 2.9 | 5.1 | 8.0  | 1.8 | 1.0 | 0.3 | 2.5 | 2.3 | 21.7 |
| 4  | Eddie Jones     | 23   | 64 | 58 | 31.0 | 5.3 | 11.6 | .460 | 1.4 | 3.8 | .370  | 1.9 | 2.6 | .722  | 1.2 | 2.7 | 3.9  | 2.0 | 2.0 | 0.6 | 1.2 | 2.7 | 14.0 |
| 5  | Elden Campbell  | 26   | 73 | 59 | 28.4 | 4.9 | 10.8 | .459 | 0.0 | 0.0 | .000  | 2.6 | 4.0 | .666  | 2.3 | 3.8 | 6.1  | 1.3 | 0.9 | 1.8 | 1.3 | 3.4 | 12.5 |
| 6  | Sedale Threatt  | 33   | 59 | 2  | 23.5 | 3.7 | 7.4  | .497 | 0.6 | 1.6 | .379  | 1.5 | 1.9 | .793  | 0.4 | 1.7 | 2.1  | 4.2 | 0.9 | 0.2 | 1.2 | 2.4 | 9.5  |
| 7  | Lloyd Daniels   | 27   | 25 | 14 | 21.6 | 2.8 | 7.3  | .390 | 0.9 | 3.4 | .267  | 0.8 | 1.0 | .800  | 1.1 | 1.2 | 2.2  | 1.4 | 0.8 | 0.4 | 0.9 | 1.6 | 7.4  |
| 8  | Anthony Peeler  | 25   | 73 | 24 | 21.4 | 3.9 | 9.0  | .432 | 1.2 | 3.0 | .389  | 1.4 | 1.8 | .797  | 0.8 | 1.5 | 2.3  | 1.7 | 0.7 | 0.2 | 1.1 | 2.0 | 10.4 |
| 9  | Sam Bowie       | 33   | 67 | 10 | 18.3 | 1.8 | 4.0  | .442 | 0.0 | 0.2 | .182  | 1.0 | 1.3 | .764  | 1.1 | 3.2 | 4.3  | 1.8 | 0.3 | 1.2 | 1.4 | 2.7 | 4.6  |
| 10 | George Lynch    | 24   | 56 | 15 | 17.0 | 2.5 | 5.3  | .468 | 0.1 | 0.4 | .143  | 1.1 | 1.5 | .721  | 1.3 | 1.9 | 3.3  | 1.1 | 0.9 | 0.2 | 1.3 | 1.5 | 6.1  |
| 11 | Tony Smith      | 26   | 61 | 4  | 16.8 | 2.2 | 5.1  | .427 | 0.5 | 1.5 | .352  | 0.7 | 1.0 | .698  | 0.7 | 1.0 | 1.8  | 1.7 | 0.8 | 0.1 | 0.8 | 1.8 | 5.6  |
| 12 | Randolph Keys   | 28   | 6  | 0  | 13.8 | 1.5 | 4.3  | .346 | 0.0 | 1.5 | .000  | 0.3 | 0.3 | 1.000 | 1.0 | 1.8 | 2.8  | 0.3 | 0.2 | 0.3 | 0.3 | 2.7 | 3.3  |
| 13 | Anthony Miller  | 23   | 46 | 1  | 11.5 | 1.5 | 2.9  | .530 | 0.0 | 0.1 | .400  | 1.0 | 1.7 | .618  | 1.5 | 1.8 | 3.3  | 0.8 | 0.4 | 0.2 | 0.8 | 1.7 | 4.1  |
| 14 | Antonio Harvey  | 24   | 59 | 8  | 9.7  | 1.3 | 3.0  | .438 | 0.0 | 0.0 | 1.000 | 0.4 | 0.8 | .533  | 0.7 | 1.1 | 1.7  | 0.4 | 0.3 | 0.7 | 0.4 | 1.5 | 3.0  |
| 15 | Kurt Rambis     | 36   | 26 | 1  | 7.5  | 0.7 | 1.3  | .514 | 0.0 | 0.0 |       | 0.3 | 0.5 | .667  | 0.4 | 0.9 | 1.3  | 0.6 | 0.1 | 0.3 | 0.3 | 1.3 | 1.7  |
| 16 | Lester Conner   | 35   | 2  | 0  | 2.5  | 0.0 | 0.0  |      | 0.0 | 0.0 |       | 1.0 | 1.0 | 1.000 | 0.0 | 0.0 | 0.0  | 0.0 | 0.5 | 0.0 | 0.0 | 1.5 | 1.0  |

### Playoffs
| Rk | Jugador         | Edad | P  | PT | MP   | TC  | TCI  | %TC  | T3  | T3I | %T3  | TL  | TLI | %TL   | RO  | RD  | RT  | AS  | RB  | TAP | BP  | FP  | PTS  |
| -- | --------------- | ---- | -- | -- | ---- | --- | ---- | ---- | --- | --- | ---- | --- | --- | ----- | --- | --- | --- | --- | --- | --- | --- | --- | ---- |
| 1  | Nick Van Exel   | 23   | 10 | 10 | 46.4 | 6.7 | 16.2 | .414 | 2.1 | 6.6 | .318 | 4.5 | 5.9 | .763  | 0.9 | 2.9 | 3.8 | 7.3 | 2.1 | 0.3 | 2.2 | 3.3 | 20.0 |
| 2  | Vlade Divac     | 26   | 10 | 10 | 38.8 | 5.7 | 12.2 | .467 | 0.2 | 0.9 | .222 | 4.0 | 6.2 | .645  | 3.4 | 5.1 | 8.5 | 3.1 | 0.8 | 1.3 | 2.8 | 4.4 | 15.6 |
| 3  | Elden Campbell  | 26   | 10 | 10 | 37.6 | 6.4 | 13.2 | .485 | 0.0 | 0.0 |      | 2.9 | 4.4 | .659  | 2.6 | 4.7 | 7.3 | 1.6 | 0.4 | 3.0 | 1.5 | 4.4 | 15.7 |
| 4  | Cedric Ceballos | 25   | 10 | 10 | 34.0 | 4.8 | 12.6 | .381 | 1.8 | 5.0 | .360 | 2.8 | 3.8 | .737  | 1.1 | 5.0 | 6.1 | 1.8 | 1.2 | 0.7 | 2.1 | 2.1 | 14.2 |
| 5  | Eddie Jones     | 23   | 10 | 0  | 28.6 | 3.0 | 8.0  | .375 | 1.2 | 2.7 | .444 | 1.5 | 2.1 | .714  | 0.7 | 2.5 | 3.2 | 2.0 | 0.8 | 0.9 | 1.7 | 2.7 | 8.7  |
| 6  | Anthony Peeler  | 25   | 10 | 10 | 26.8 | 3.2 | 7.9  | .405 | 0.8 | 3.1 | .258 | 1.7 | 2.2 | .773  | 0.8 | 2.0 | 2.8 | 2.5 | 1.0 | 0.2 | 1.2 | 2.3 | 8.9  |
| 7  | George Lynch    | 24   | 10 | 0  | 13.6 | 1.5 | 3.2  | .469 | 0.1 | 0.5 | .200 | 1.3 | 2.0 | .650  | 1.3 | 1.7 | 3.0 | 0.7 | 0.8 | 0.0 | 0.9 | 2.2 | 4.4  |
| 8  | Sam Bowie       | 33   | 10 | 0  | 13.5 | 0.8 | 3.0  | .267 | 0.0 | 0.0 |      | 0.5 | 0.5 | 1.000 | 1.3 | 2.0 | 3.3 | 0.3 | 0.1 | 0.9 | 0.6 | 2.5 | 2.1  |
| 9  | Sedale Threatt  | 33   | 1  | 0  | 11.0 | 1.0 | 4.0  | .250 | 0.0 | 2.0 | .000 | 0.0 | 0.0 |       | 0.0 | 0.0 | 0.0 | 2.0 | 1.0 | 0.0 | 0.0 | 2.0 | 2.0  |
| 10 | Tony Smith      | 26   | 6  | 0  | 4.5  | 0.5 | 2.2  | .231 | 0.5 | 1.7 | .300 | 0.0 | 0.3 | .000  | 0.2 | 0.3 | 0.5 | 0.5 | 0.0 | 0.0 | 0.7 | 0.2 | 1.5  |
| 11 | Anthony Miller  | 23   | 4  | 0  | 3.8  | 0.0 | 0.5  | .000 | 0.0 | 0.0 |      | 0.0 | 0.0 |       | 0.5 | 1.0 | 1.5 | 0.3 | 0.3 | 0.0 | 0.3 | 0.5 | 0.0  |
| 12 | Antonio Harvey  | 24   | 3  | 0  | 1.3  | 0.0 | 0.0  |      | 0.0 | 0.0 |      | 0.0 | 0.0 |       | 0.0 | 0.3 | 0.3 | 0.0 | 0.0 | 0.0 | 0.0 | 0.0 | 0.0  |

## Galardones y récords
| Jugador         | Galardón                            |
| Eddie Jones     | Mejor quinteto de rookies de la NBA |
| Cedric Ceballos | All-Star                            |